# История Удмуртии
Удмурты — титульный народ Республики Удмуртия, являются одним из коренных народов Прикамья. Они регулярно упоминаются под именем аров, арян, чуди вотяцкой, отяков и вотяков в русских, арабских и татарских письменных источниках с XVI века. Современная государственность ведёт начало с 1920 года, когда декретом ВЦИК была образована Вотская автономная область из 27 волостей Глазовского, 18 волостей Сарапульского, 14 волостей Елабужского и 12 волостей Малмыжского уездов Вятской губернии.

## Предыстория[1]

### Каменный век
Первые археологические признаки человека на территории современной Удмуртии относятся к эпохе мезолита: обнаружены сезонные стоянки и поселения с остатками прямоугольных полуземлянок и каменными орудиями. Климат к этому периоду стабилизировался, приблизившись к современному, распространились хвойные и широколиственные леса. Население занималось охотой и рыболовством.
В V тысячелетии до н. э. регион переходит в эпоху субнеолита: распространяется керамика с гребенчатым орнаментом, совершенствуются каменные орудия. Субнеолитические поселения с территории Удмуртии относят к локальному варианту Камской (Хуторской) археологической культуры.

### Эпоха раннего металла
В Удмуртии открыта целая группа постнеолитических (переходных от неолита к энеолиту) поселений в Игринском районе. Радиоуглеродное датирование образца с поселения Среднее Шадбегово I помещает его в интервал 3639—3350 лет до н. э., характерный для других прикамских памятников новоильинской культуры, в том числе Кочуровского IV поселения в Увинском районе.
В середине 3 тысячелетия до н. э. местное население, под влиянием южных соседей, вступает в эпоху энеолита. Впрочем, в силу богатых месторождений каменного сырья и весьма бедных — рудного (медистые песчаники), знакомство с металлом происходило медленно. Памятники этого периода в регионе выделяют в новоильинскую культуру, в конце 3 тысячелетия сменившуюся локальными вариантами — гаринско-борской на Каме и юртиковской на Вятке. Поселения тяготеют к крупным рекам, растёт роль рыболовства, которое становится сетевым и коллективным. Керамика украшалась узором «шагающая гребёнка». Обнаружены глиняные тигли для плавки меди и мелкие медные предметы (шилья, колечки, проволока).
Памятники ранней бронзы на территории Удмуртии не обнаружены. В этот период в регион начинает проникать лесостепное население индоевропейских культур (балановской, срубной, абашевской, сейминско-турбинской), принесшее металлургию бронзы и производящее хозяйство. Поселения средней и поздней бронзы по-прежнему тяготеют к долинам крупных рек. Обнаружена целая группа грунтовых и курганных могильников с орудиями труда и охоты. Памятники этого периода относят к ерзовской (Прикамье) и приказанской (Средняя Волга) культурам. Началом 2 тыс. до н. э. датируется чирковская культура эпохи бронзы, население которой, по мнению В. Ф. Генинга, близко населению балановской (чирковско-сейминской), гаринско-борской и, вероятно, абашевской культур. К поздней бронзе относятся памятники быргындинской культуры.

### Железный век
С началом железного века на южных границах лесной зоны, в силу угрозы со стороны кочевников, впервые появляются укреплённые городища. Археологические памятники Волго-Камья скифской эпохи объединяют в обширную ананьинскую культурно-историческую общность. Полуземлянки сменяются наземными срубными домами с очагом. Ведущее место в хозяйстве занимает скотоводство (коровы, лошади). Распространяется подсечно-огневое земледелие с яровыми культурами. Охота становится пушной и ориентируется на обмен с южными соседями. Над могилами нередко сооружаются деревянные срубы или каменные стелы с изображением вооруженных мужчин. Монголоидность черепов из ананьинских захоронений объясняют притоком населения из Зауралья. Не вызывает сомнений, что носители ананьинской культуры говорили уже на языках-предках пермских и марийского языков. Ананьинское оружие обнаруживает мощное влияние скифского звериного стиля, по аналогии с которым выделяют пермский звериный стиль культового литья Верхнего Прикамья. Масштаб влияния ираноязычного степного мира на культуру предков удмуртов обнаруживается в массе скифо-сарматских заимствований в удмуртском и коми языках (названия металлов, термины социального статуса, земледелия и скотоводства).
К рубежу эр ананьинская общность распадается на несколько культур. На правобережье Нижней Камы складывается пьяноборская культура, на Средней и Верхней Каме — гляденовская культура. Заметно возрастает роль железа, кузнечное ремесло становится массовым: при раскопках Буйского городища был обнаружен клад, содержащий 186 железных кельтов. Женские захоронения пьяноборцев отличаются обилием бронзовых украшений (суммарным весом до 2 кг на одном человеке). Характерной особенностью культуры являются бронзовые эполетообразные застёжки широких ремней. Усиливаются торговые связи: пьяноборские украшения достигают Оки и Западной Сибири, в то время как в пьяноборских захоронениях обнаружены фигурки львов и скарабеев из египетского голубого фаянса, боспорские фибулы, осколки римской стеклянной чаши, сарматские бронзовые зеркала.
Часть археологов выделяет пьяноборские памятники III—V веков с территории Удмуртии в мазунинскую культуру. В бронзовых украшениях в это время распространяется мотив коня и конской головы. Впервые появляются железные наконечники пахотных орудий — наральники, что способствует земледельческому освоению лесных пространств и позволяет использовать упряжь. Впервые появляются остатки боевых шлемов и кольчуг.
В 375 году гунны разгромили государство Германариха на Днепре (черняховская культура), в результате чего началось Великое переселение народов. Гуннское нашествие сдвинуло с мест и привело в движение аланские, готские и праславянские племена. В результате этого во второй половине IV века в Нижнем Прикамье появляется пришлое население юго-западного происхождения — носители азелинской и именьковской культур. В V—VII веках, в результате контактов с именьковцами у пермских финнов мотыжное земледелие сменяется пашенным. Р. Ш. Насибуллин связывал с именьковской культурой славянские заимствования в языке южных удмуртов. В. В. Напольских значительно расширил круг этих заимствований, связав их с пашенным земледелием и использованием ржи в качестве озимой культуры. Самыми северо-восточными памятниками культуры указаны городища Тарасова Пристань, Сикенеськое I и Мамадышское селище. Именьковские городища располагаются на высоких мысах коренного берега реки, образованных ее изгибом (Елабужское, Варалинское, Кузебаевское I, Варзи-Ятчинское, Варзи-Пельгинское), на мысах между двумя глубокими оврагами (Котловское II, Староигринское, Верхнеутчанское, Благодатские I и II, Чегандинское I), между оврагом и поймой реки (Верхнемалиновское) или на выступающем на пойме реки высоком мысу (Кузебаевское II городище). Группа городищ площадью от 0,7 до 2,5 тыс. м² (Староигринское, Варзи-Пельгинское, Кузебаевское II, Варалинское, Благодатское II городище) имела функцию городищ-убежищ или наблюдательных пунктов. Они находились на пути к поселениям (селищам, городищам-поселениям). Вторая группа городищ площадью от 3,4 до 10 тыс. м² (на Елабужском городище площадью 30 тыс. м² находки именьковской керамики были обнаружены только между первым и вторым валами, что составляет 1/3 городища, то есть около 10 тыс. м²), судя, по обнаруженным при раскопках объектам и находкам, имела функцию мест проживания небольших групп населения, местом размещения производственных комплексов. Городища обеих групп располагаются в местах проживания более древнего местного населения — носителей ананьинской, пьяноборской, мазунинской культур. На пяти городищах обнаружена керамика кушнаренковской культуры, одновременной с именьковской.
Великое переселение народов способствовало активизации миграционных процессов и сдвигу на север полуоседлого степного населения, которое в свою очередь сдвинуло с мест население лесных культур. Памятники южной Удмуртии, сложившиеся в результате этих процессов, объединяют в верхнеутчанскую культуру (VI—IX века). Они наследуют пьяноборско-мазунинским поселениям, хотя керамика верхнеутчанцев неоднородна и разделяется на три типа: сходная с предшествующей мазунинской, с более северной одновременной поломской, а также с южной кушнаренковской, которую связывают с мадьярским населением, пришедшим из Западной Сибири.
В это же время, на рубеже IV—V веков, начинается освоение среднекамским населением верховий Чепцы и складывается поломская культура. На первых этапах в ней тоже прослеживается степное влияние в виде курганного обряда захоронения. Позже для поломской культуры стали характерны массовые могильники с трупоположениями. К рубежу тысячелетий поломцы продвигаются на среднее течение Чепцы и её притоков до Ярского района, в результате чего складывается компактная группа городищ, селищ и могильников чепецкой культуры. К этому времени регион втягивается в торгово-экономические связи Восточной Европы, о чём свидетельствуют чепецкие монетно-вещевые клады VIII—IX веков.

## Этногенез удмуртов
Удмуртский язык вместе с коми языками образует пермскую ветвь финно-угорских языков. Особая близость этих языков свидетельствует о сравнительно позднем распаде прапермской общности и компактности территории, которую занимали носители прапермского языка.
Р. Д. Голдина и ряд других археологов связывают распад прапермской языковой общности с распадом ананьинской археологической общности в III веке до н. э. При этом гляденовская (а также последующие ломоватовская и родановская) культура отождествляется с пракоми, а пьяноборская (еманаевская, кочергинская) — с праудмуртами.
Как указывает этноисторик С. К. Белых, по методу глоттохронологии распад прапермского языка датируется X—XII веками, поэтому удревнение Голдиной этих процессов не оправдано и обусловлено лишь устаревшим отождествлением этноса и археологической культуры. Данные топонимики также не подтверждают тезис о праудмуртском характере еманаевской и кочергинской культур бассейна Вятки. Согласно О. В. Смирнову, материалы гидронимии свидетельствуют, что язык этих культур был ближе к волжско-финским (и саамским), чем к пермским.
На основе метода лингвистической палеонтологии С. К. Белых и В. В. Напольских локализуют прапермский экологический ареал в Среднем Прикамье, где располагалась гляденовская культура и ареал гидронимии на -ва (от праперм. «вода»: Сылва, Обва и т. д.). Распад прапермского единства связывается с влиянием Волжской Булгарии, под давлением которой праудмурты переселились ниже по Каме, а пракоми ушли на Вычегду.
Основной проблемой в исследовании ранней истории удмуртов является скудность письменных источников. Как правило, удмурты упоминаются эпизодически, кроме того дополнительную сложность вносит размытость терминологии, в частности под названием аряне (арские люди) помимо собственно удмуртов, нередко подразумеваются жители многонациональной Арской дороги (или окрестностей Арска). Поэтому важнейшее значение в исследовании ранней истории удмуртов приобретают сравнительное языкознание, этнография и археология.
По мнению историка В. С. Чуракова, прародина собственно удмуртов находилась в Нижнем Прикамье, на границе современных Татарстана, Удмуртии и Кировской области. Там локализуются старейшие родовые центры удмуртов и именно там могли произойти контакты с Волжской Булгарией, благодаря которым количество булгарских заимствований в удмуртском языке во много раз больше, чем в языке коми. Данные физической антропологии также свидетельствуют, что наиболее близкими к среднеудмуртской краниологической характеристике являются серии из могильников этого региона.

## Средневековье
На страницах письменных источников территория современной Удмуртии появляется после складывания в регионе первого государства — Волжско-Камской Булгарии. В 1135 году город Булгар посетил арабский путешественник Абу Хамид аль-Гарнати, оставивший ценные сведения о северных соседях Булгарии:
А у него [Булгара] есть область, [жители которой] платят харадж, между ними и Булгаром месяц пути, называют её Вису. И есть другая область, которую называют Ару, в ней охотятся на бобров, и горностаев, и превосходных белок. А день там летом двадцать два часа. И идут от них чрезвычайно хорошие шкурки бобров.

Русские княжества и Волжская Булгария в 1237 году

Область Вису современными исследователями отождествляется с верхнекамскими и чепецкими городищами, расцвет которых во многом был обязан меховой торговлей с Булгарией, находящейся на Волжском пути. О булгарском присутствии на чепецких городищах, помимо соответствующей керамики, свидетельствует мусульманский надгробный камень 1323 года из с. Гордино Балезинского района с эпитафией на булгарском языке. Далее аль-Гарнати указывает, что Вису является также посредником в торговле между Булгарией и областью Йура (Югра древнерусских летописей).
Название области Ару связывают с тюркским названием удмуртов — ар, и в конечном итоге трактуют его как «жители заречья», то есть земель за Итилем (к северу от речной системы Белая — Кама — Волга). Спустя 200 лет на страницах русских летописей по отношению к этой же территории появляется наименование «Арская земля».
В 1230-х годах Волжская Булгария была разгромлена монголо-татарами, территория Прикамья вошла в состав Булгарского улуса Золотой Орды, а чепецкие городища запустели из-за разрыва торговых и политических связей. Древнеудмуртское население Арской земли впоследствии переселилось на Чепцу и в новом окружении стало называть себя бесермянами («мусульманами»), сохранив в самоназвании память о родине — Заказанье. Южные удмурты находились в составе Казанского ханства, образовавшегося в результате распада Золотой Орды, вплоть до взятия Казани войсками Ивана Грозного в 1552 году.
В 1374 году на страницах русских летописей впервые появляется Вятская земля — самостоятельная русская область в среднем течении Вятки. В 1489 году автономия Вятской земли была ликвидирована, её территория вошла в состав Великого княжества Московского. Вскоре после этого Иван III, в рамках противостояния с Казанским ханством, пожаловал вятские земли по Нижней Чепце служилому кипчакскому роду — каринским арским князьям. Одним из условий было то, что они будут заселять эти пустующие земли не русскими крестьянами, а «людьми из зарубежья», то есть удмуртами и бесермянами. В 1583 году, после падения Казани и стабилизации обстановки в регионе, Иван Грозный запретил каринским князьям собирать подати с местного населения. Впоследствии потомки каринских князей составили значительную часть чепецких татар. С этими событиями неразрывно связано расселение северных удмуртов, которые называли себя Ватка́ — «вятские». Важное место в исторических преданиях слободских удмуртов занимал город Хлынов. Русское культурное влияние было настолько сильным, что в 1557 году впервые крестились 17 семейств сырьянских удмуртов, получившие в этой связи временные податные льготы. В течение XVI—XVIII веков удмурты, татары и бесермяне заселяют практически весь бассейн Чепцы. В 1678 году переписью впервые упоминается здесь «деревня Глазова» — будущее село, а затем уездный город Глазов.

## Удмурты в составе Российского государства
В 1552 году, после завоевания Москвой Казанского ханства, обе группы удмуртов — и северные, и южные — оказались в границах одного государства. Никоновская летопись описывает принятие «арскими людьми» русского подданства следующим образом:

Лето 7061 (1552)… государь послал по всем улусом черным людем ясачным жалованные грамоты опасные, чтобы шли к государю, не бояся ничего; а хто лихо чинил, тем Бог мстил, а их государь пожалует, а они бы ясаки платили, якоже и прежним Казаньскым царем. Арьские люди прислали к царю государю бити челом… чтобы государь их черных людей пожаловал, гнев свой отдал и велел ясаки имати, как и прежние цари, и прислал бы к ним сына боярского, хто бы им сказал царево жаловалное слово, а их събрал, понеже они с страху разбежалися, и они бы, учиня государю правду, дав шерть, поехали к государю…
Местное население было приведено к шерти (присяге) и включено в податную группу «ясачных людей». Иван Грозный оставил воеводой в Казани А. В. Горбатого, ему подчинялась также левобережная («луговая») сторона Волги с Арской землёй. Вскоре злоупотребления сборщиков ясака вызвали многочисленные конфликты, а затем и восстание 1552—1557 годов.
В конце 1750-х и начале 1760-х годов были возведены крупнейшие промышленные предприятия — Ижевский (ныне Ижсталь и Концерн «Калашников») и Воткинский железоделательные заводы. К ним были приписаны 13 000 душ мужского пола русских ясачных крестьян, которых обязывали отрабатывать на них не менее 158 дней в году. В 1760-е годы был создан посёлок при чугуноплавильном и железоделательном заводе Камбарка.

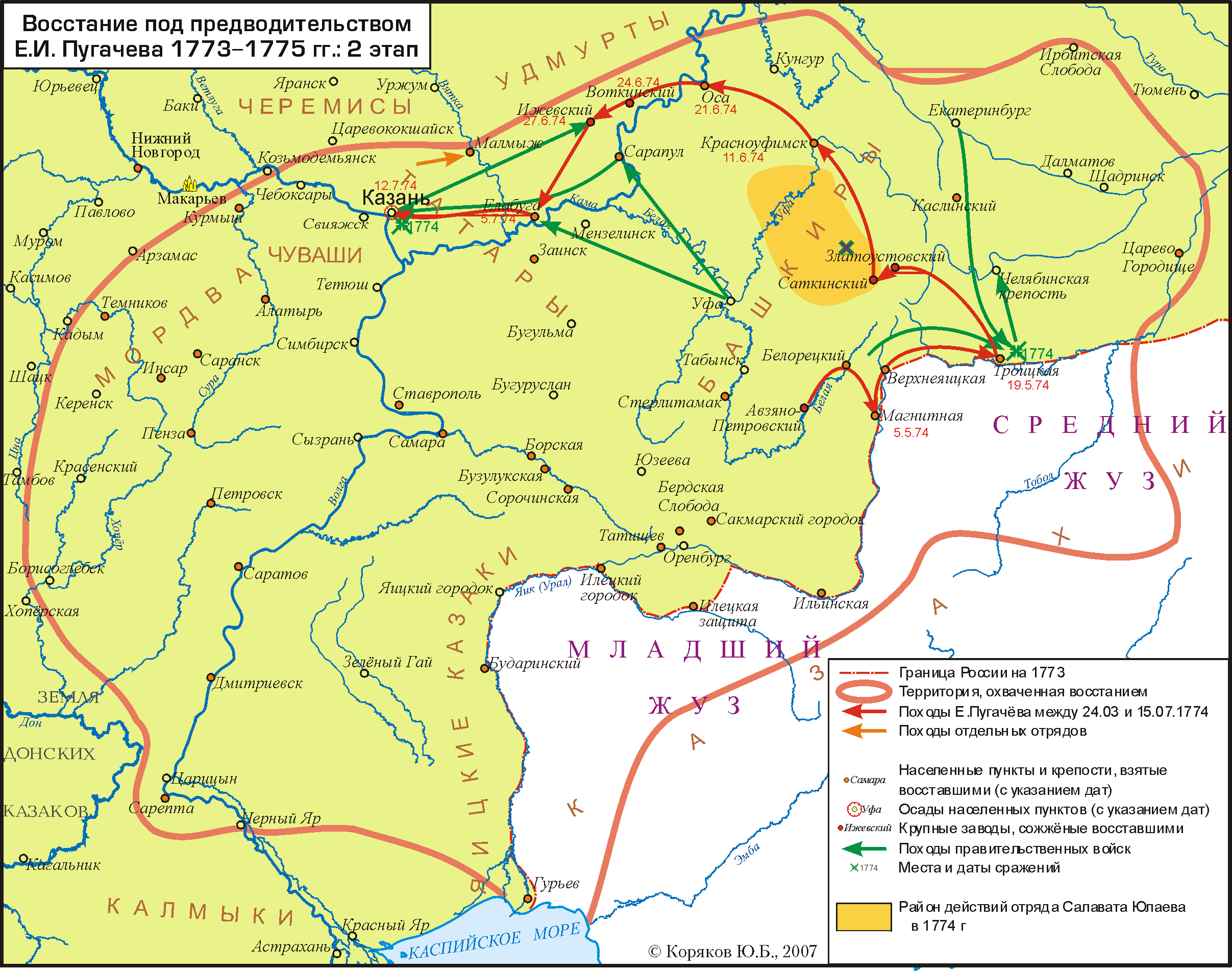
Второй этап Пугачёвского восстания

В течение всего XVIII века удмуртские земли сотрясали волнения, вызванные налоговым гнётом и насильственной христианизацией. Кульминацией крестьянского движения стало участие населения юга Удмуртии в восстании под предводительством Емельяна Пугачёва. К концу 1773 года повстанцы заняли Сарапул, Алнаши, Агрыз, Бемыжский и Варзино-Алексеевский заводы. 1 января 1774 года отряд Юски Кудашева занял Ижевский завод, 20 января отряд Андрея Носкова на несколько дней занимал Воткинский завод. К марту Сарапул был возвращён под контроль правительственных сил, на Ижевский и Воткинский заводы вернулась администрация. Между тем, летом с уральских заводов выдвинулась основная армия Пугачёва, целью которой было взятие Казани. 24 июня 1774 года она заняла Воткинский завод, где были сожжены заводская контора, дом управителя и церковь. 27 июня повстанцы заняли Ижевский завод, управляющий фон Венцель был убит, долговые бумаги уничтожены, заводская казна роздана жителям. Сарапул вновь перешёл в руки повстанцев, к которым присоединилось несколько тысяч местных жителей. Армия Пугачёва стремительно достигла Казани, которая была взята и сожжена. Лишь под Казанью крестьянское войско было разбито нагнавшим его регулярным отрядом Михельсона.
После губернской реформы 1780 года территория современной Удмуртии входила преимущественно в два уезда Вятской губернии — Сарапульский (юг) и Глазовский (север).
В 1889 году на юге территории современной Удмуртии были проведены первые железные дороги. С 1899 года началось движение поездов через север — по железной дороге, соединившей уездный Глазов с губернской Вяткой и Пермью.

## Удмуртия в составе РСФСР

### Вотская Автономная область

Уезды Вотской АО в 1923 году.

Вотская Автономная область образована декретом ВЦИК от 4 ноября 1920 года и 5 января 1921 года были определены её границы. В состав автономии вошли части Глазовского, Елабужского, Малмыжского и Сарапульского уездов Вятской губернии. Первоначально административным центром был определён город Глазов, но уже 2 июня 1921 года было принято решение о переводе центра в город Ижевск. До 1924 года область состояла из 5 уездов: Дебёсского, Глазовского, Можгинского, Ижевского и Селтинского, в 1924 году Дебёсский и Селтинский уезды упразднены, осталось только три уезда. В 1929 году проводится районирование, замена уездно-волостного деления на районное, упразднены все волости и уезды, образованы 21 ёрос (район). 1 января 1932 года Вотская автономная область была переименована в Удмуртскую автономную область.

### Удмуртская АССР
Удмуртская АССР образована постановлением ВЦИК 28 декабря 1934 года.
Постановлением ВЦИК от 20 марта 1935 года было узаконено вхождение УАССР в состав Кировского края. Границы края примерно совпадали с границами бывшей Вятской губернии. В декабре 1936 года с принятием новой Конституции СССР, Удмуртская АССР выделена из состава Кировского края, а край преобразован в Кировскую область. Оба образования вошли в состав РСФСР.
14 марта 1937 года II чрезвычайный съезд Советов Удмуртии утвердил Конституцию УАССР. Это и ознаменовало завершение становления удмуртской государственности.
Указом Президиума Верховного Совета РСФСР от 9 ноября 1938 года из Кировской области в состав УАССР был переведен ряд сельсоветов Вятско-Полянского, Кильмезского и Малмыжского районов. Из них в январе 1939 года был образован Кизнерский район. 
Весной 1941 года после нападения фашистской Германии на СССР промышленность Удмуртии была в кратчайшие сроки переведена на выпуск военной продукции. С первых дней войны республика стала снабжать фронт боеприпасами, обмундированием. Летом и осенью 1941 года в Удмуртию были эвакуированы промышленные предприятия из Киева, Харькова, Баку, Одессы, Подольска и других городов. Всего здесь разместилось 20 предприятий, продукция которых являлась крайне необходимой.
Большинство предприятий успешно перевыполнило план. Например, за время войны Ижевский машиностроительный завод изготовил продукции столько, сколько её было произведено за предшествовавшие девяносто два года. Промышленность Сарапула увеличила выпуск продукции в 5 раз.
Существенный вклад внесли в развитие экономики республики работники транспорта. Трудовым подвигом стало сооружение железнодорожной магистрали Ижевск — Балезино, ставшей кратчайшим путём между Северным Уралом с районами Поволжья и югом страны. Она была сооружена менее чем за три года.

## Удмуртская Республика
4 ноября 1990 года Верховный Совет Удмуртской АССР провозгласил суверенитет республики и новое название — Удмуртская Республика. По Конституции, принятой в 1994 году, Удмуртия — государство в составе Российской Федерации.